# Caixa torácica
Caixa torácica ou cavidade torácica é o espaço totalmente compreendido pela curvatura das costelas, entre o osso esterno e a coluna vertebral. No seu interior encontram-se os pulmões e o coração, e é onde ocorre a chamada pequena circulação. Uma série de músculos associados, no tórax , nas costas e abdome (diafragma), auxiliam na expansão e contração da caixa torácica durante a respiração.
A caixa torácica é composta por 12 vértebras torácicas e por 12 costelas de cada lado, sendo as 7 primeiras verdadeiras, 3 falsas e 2 flutuantes, além do esterno na parte anterior, totalizando 37 ossos.